# Xã New York, Quận Caldwell, Missouri
Xã New York (tiếng Anh: New York Township) là một xã thuộc quận Caldwell, tiểu bang Missouri, Hoa Kỳ. Năm 2010, dân số của xã này là 272 người.